# Transavia

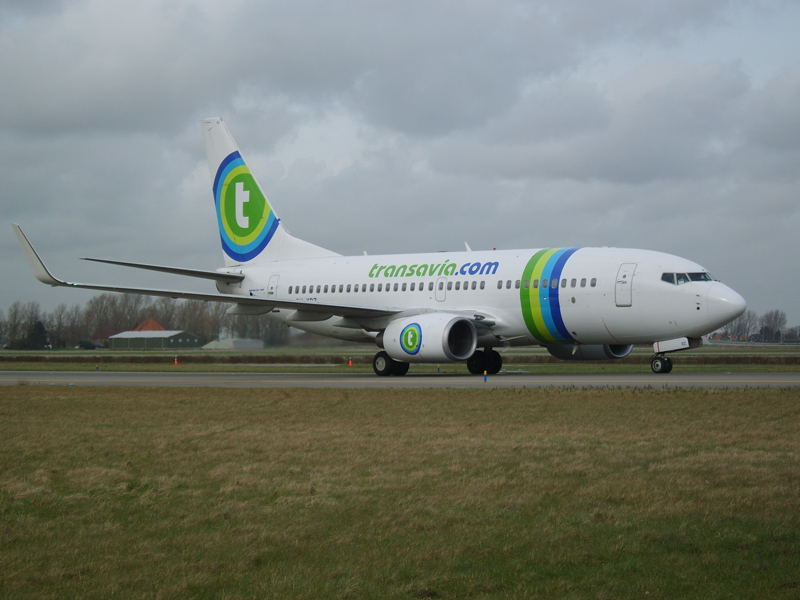
Boeing 737 w starym malowaniu linii Transavia

Transavia – holenderskie tanie linie lotnicze z siedzibą w Amsterdamie. Według stanu z 2025 były drugą co do wielkości po KLM linią lotniczą w Holandii. W całości należy do holdingu lotniczego Air France-KLM. Obsługuje połączenia głównie z krajami basenu Morza Śródziemnego. Głównym hubem linii jest port lotniczy Amsterdam-Schiphol. 
Linie Transavia otrzymały trzy gwiazdki od agencji ratingowej Skytrax. 

## Historia
Założone przez belgijskiego producenta rowerów w 1965 pod nazwą Transavia Limburg (od nazwy regionu Limburgia). W 1966 nazwę zmieniono na Transavia Holland. Kolejną nazwę – Transavia Airlines – linie przyjęły w 1986. W 1991 KLM zakupił 80% udziałów w linii lotniczej, zaś pozostałe 20% w 2003. 1 stycznia 2005 Transavia połączyła się z Basiq Air przyjmując nazwę transavia.com. W 2015 linia lotnicza zmieniła swoją identyfikację korporacyjną odświeżając logo oraz powracając do poprzedniej nazwy Transavia. 

Logo Transavii
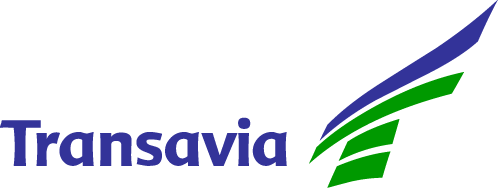
1986-2003
2003-2015
od 2015

W Polsce Transavia obsługuje połączenie z Krakowa do Paryża (lotnisko Orly) (z przerwą od 22 czerwca 2010 do 25 października 2021), a od 9 maja 2017 połączenie z Katowic do Amsterdamu (rejsy na tej trasie wykonywane są we wtorki, czwartki i soboty). W przeszłości obsługiwana była również trasa Warszawa Chopin – Paryż Orly.

## Flota
Według stanu na maj 2025 flota Transavia składała się z 54 samolotów o średnim wieku 12,3 lat:
| Samolot         | Samolot | Samolot   | Liczba miejsc | Uwagi                    |
| Model           | Aktywne | Zamówione | Liczba miejsc | Uwagi                    |
| --------------- | ------- | --------- | ------------- | ------------------------ |
| Airbus A320-200 | 5       | -         | 180           |                          |
| Airbus A321neo  | 9       | 20        | 232           | Zamówienie wspólne z KLM |
| Boeing 737-800  | 40      | -         | 189           | Wycofywane od 2023       |
| Łącznie         | 54      | 21        |               |                          |

W 2021 KLM dla całego holdingu dokonał u Airbusa zamówienia na 100 samolotów typu A320neo, z możliwością domówienia kolejnych 60. Od 2023 dostarczone maszyny zastępują starsze Boeingi 737.

### Użytkowane w przeszłości
| Samolot         | Samolot  | Okres dostawy | Okres wycofania | Uwagi |
| Model           | Wycofane | Okres dostawy | Okres wycofania | Uwagi |
| --------------- | -------- | ------------- | --------------- | ----- |
| Airbus A300B2   | 1        | 1976          | 1977            |       |
| Airbus A310-300 | 1        | 1998          | 1999            |       |
| Boeing 737-200  | 21       | 1974-1995     | 1975-1995       |       |
| Boeing 737-300  | 16       | 1987-2002     | 1999-2002       |       |
| Boeing 737-400  | 2        | 1997-2000     | 1997-2000       |       |
| Boeing 737-700  | 11       | 2001-2010     | 2010-2024       |       |
| Boeing 737-800  | 37       | 1999-2019     | 1999-2019       |       |
| Boeing 757-200  | 7        | 1992-2007     | 1993-2007       |       |
| Boeing 757-300  | 2        | 2003          | 2003            |       |
| Łącznie         | 98       |               |                 |       |